# Roger Piérard

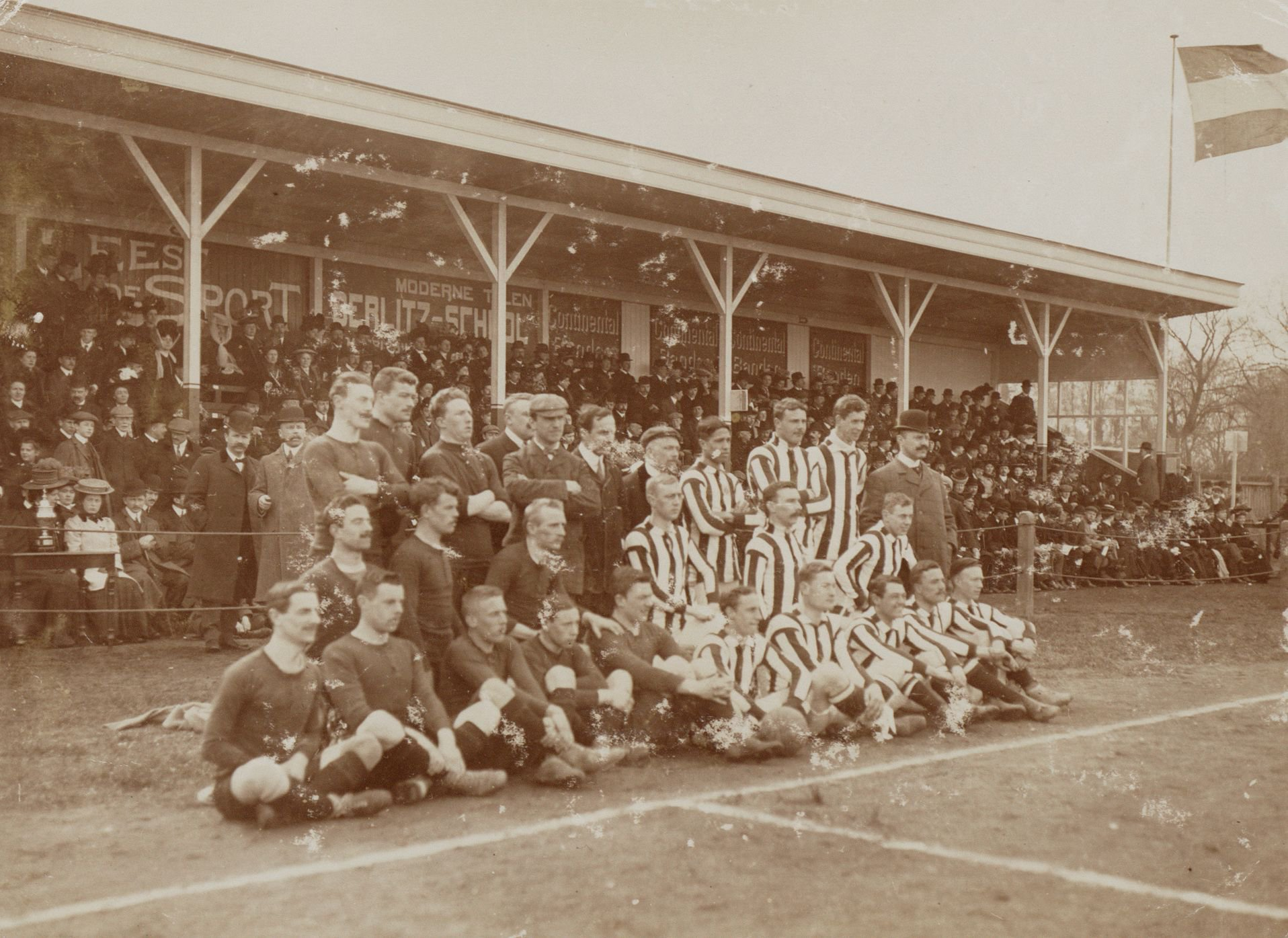
Piérard in het Belgisch voetbalelftal (1908)

Roger Piérard (28 augustus 1887 -plaats en datum van overlijden onbekend) was een Belgisch voetballer die speelde als verdediger. Hij voetbalde in Eerste klasse bij Racing Club Brussel en Union Sint-Gillis en speelde 8 interlandwedstrijden met het Belgisch voetbalelftal.

## Loopbaan
Piérard was als jeugdspeler aangesloten bij Union Sint-Gillis maar debuteerde in 1903 in het eerste elftal van Racing Club Brussel als rechtsback. De ploeg eindigde dat seizoen tweede in de Eerste klasse na Union Sint-Gillis.
Na één seizoen ging Piérard terug bij zijn oorspronkelijke ploeg Union spelen. De ploeg zat op dat moment in haar topperiode en werd landskampioen in 1905, 1906, 1907, 1909 en 1910.
Na het kampioenschap 1909-10 Piérard trok samen met Louis Van Hege naar AC Milan. Van Hege bleef er vijf jaar actief maar Piérard speelde er slechts enkele vriendschappelijke wedstrijden en keerde terug naar Union Sint-Gillis. Met Union werd hij nog landskampioen in 1913 en won hij de Beker van België in 1913 en 1914. Hij bleef er spelen tot aan de vooravond van de Eerste Wereldoorlog en zette toen een punt achter zijn carrière op het hoogste niveau. In totaal speelde Piérard 98 wedstrijden in Eerste klasse en scoorde hierbij 5 doelpunten.
Tussen 1906 en 1909 speelde Piérard 8 wedstrijden met het Belgisch voetbalelftal als rechtsback.